# Maño Maño
El Maño Maño (917 m s. n. m.), es un pico situado en el término del municipio zaragozano de Terrer, el cuarto pico más alto de la Sierra de Armantes, en el sistema Ibérico, ubicada en la comarca aragonesa de Calatayud.